# Siphona bilineata
Siphona bilineata là một loài ruồi trong họ Tachinidae.